# Арзаматово (Нижегородская область)
 Арзаматово  — деревня в Шарангском районе Нижегородской области в составе  Большеустинского сельсовета .

## География
Расположена на расстоянии примерно 13 км на северо-запад от районного центра посёлка Шаранга.

## История
Известна с 1873 года как починок, в котором дворов 28 и жителей 231, в 1905 (уже деревня) 69 и 463, в 1926 93 и 535, в 1950 99 и 345.

## Население
Постоянное население составляло 32 человека (русские 100%) в 2002 году, 10 в 2010.